# Sestre križniškega reda
Sestre križniškega reda (kratica SKR) so rimokatoliški cerkveni red, ki je bil ustanovljen med križarsko vojno v palestinskem Akronu.

## Zgodovina
Glavni namen redu je bila strežba vojnim ranjencem in romarjem v Sveto deželo.
Ustanovitelj današnjega sestrskega reda, ki je bil po zamrtju v srednjem veku obujen v 19. stoletju, je bil veliki mojster križnikov nadvojvoda Maksimilijan Avstrijski – Este, veliko zaslug za razvoj reda pa ima soustanovitelj p. Peter Pavel Rigler. 
Sestram je bila zaupana nega bolnikov in oskrba revežev, pa tudi vzgoja in izobraževanje deklet.

## Sestre križniškega reda na Slovenskem
Red je preko bratov križnikov prišel v Slovenijo leta 1895, kmalu zatem so sestre v Ormožu ustanovile bolnišnico, ki je bila ena najsodobnejših redovnih bolnišnic. Tam je bil tudi sedež slovenske province, ustanovljene leta 1918. Danes je v Sloveniji le še osem članic reda, od teh je le še ena mlajša od šestdesetih let. Predstojnica reda živi skupaj s tremi sestrami v Ljutomeru.